# The American Journal of Human Genetics
Das American Journal of Human Genetics, abgekürzt Am. J. Hum. Genet., ist eine wissenschaftliche Fachzeitschrift, die vom Cell-Press-Verlag im Auftrag der American Society of Human Genetics veröffentlicht wird. Die erste Ausgabe erschien im September 1949. Derzeit erscheint die Zeitschrift monatlich. Es werden Arbeiten aus allen Bereichen der Humangenetik veröffentlicht. Alle Artikel sind im Archiv der US National Library of Medicine online frei zugänglich.
Der Impact Factor lag im Jahr 2012 bei 11,202. Nach der Statistik des ISI Web of Knowledge wird das Journal mit diesem Impact Factor in der Kategorie Genetik und Vererbung an siebenter Stelle von 161 Zeitschriften geführt.
Chefredakteur ist David L. Nelson (Baylor College of Medicine, Houston, Vereinigte Staaten von Amerika).